# Paiute
De Paiute of Piute of Pah Ute zijn een stam van de inheemse Noord-Amerikaanse bevolking die leven in het zuiden van de Verenigde Staten.
De noordelijke Paiute of Numa soms Numu of Paviotso wonen in Californië, Idaho, Nevada en Oregon. De Paiute van de Owens Vallei wonen rond de Owens Valley in Californië en Nevada. De zuidelijke Paiute soms Nuwuvi of Payuchi wonen in Arizona, zuidoost Californië en Nevada en Utah.
De Paiute spreken een taal van de numische tak van de Uto-Azteekse talen.
De noordelijke Paiute leefden in de woestijn meestal rond een meer of drasland met vis of zwemvogels. Ze joegen in groep op konijnen en gaffelbokken. In de herfst verzamelden ze pijnboompitten voor de winter. Ze aten ook zaden en wortels. De Paiute leerden het paard kennen van hun naburige stammen. Nadat de pioniers vanuit Europa in hun gebied kwamen, ontstonden gewapende conflicten over land.
Zo was er de Pyramid Lake War of Pah Ute Oorlog van 1860 waarbij de Paiute de Pony Express aanvielen, de Owens Valley Indian War van 1861-1864, de Snake War 1864-1868 en de Bannock War van 1878. Nog meer Paiute stierven aan pokken.
De regering bracht de Paiute samen in het Malheur Reservation. Veel Paiute weigerden om daar te leven of vertrokken er. Ze zochten werk in boerderijen, ranches en steden van blanken. Nadien richtte de regering de grotere Pyramid Lake Indian Reservation en de Duck Valley Indian Reservation op.
De Paiute kenden een mondelinge overlevering over de Si-Te-Cah, roodharige, kannibalistische reuzen, die ze uitroeiden door de ingang van de grot waarin ze zich verscholen in brand te steken.